# Zalavár
Zalavár ist eine ungarische Gemeinde im Kreis Keszthely im Komitat Zala.

## Geografische Lage
Zalavár liegt ungefähr 9 Kilometer südwestlich des Balaton, 13 Kilometer südwestlich der Kreisstadt Keszthely und 31 Kilometer südöstlich des Komitatssitzes Zalaegerszeg. Nachbargemeinden sind Sármellék, Vörs, Balatonmagyaród, Zalaszabar und Esztergályhorváti.

## Geschichte

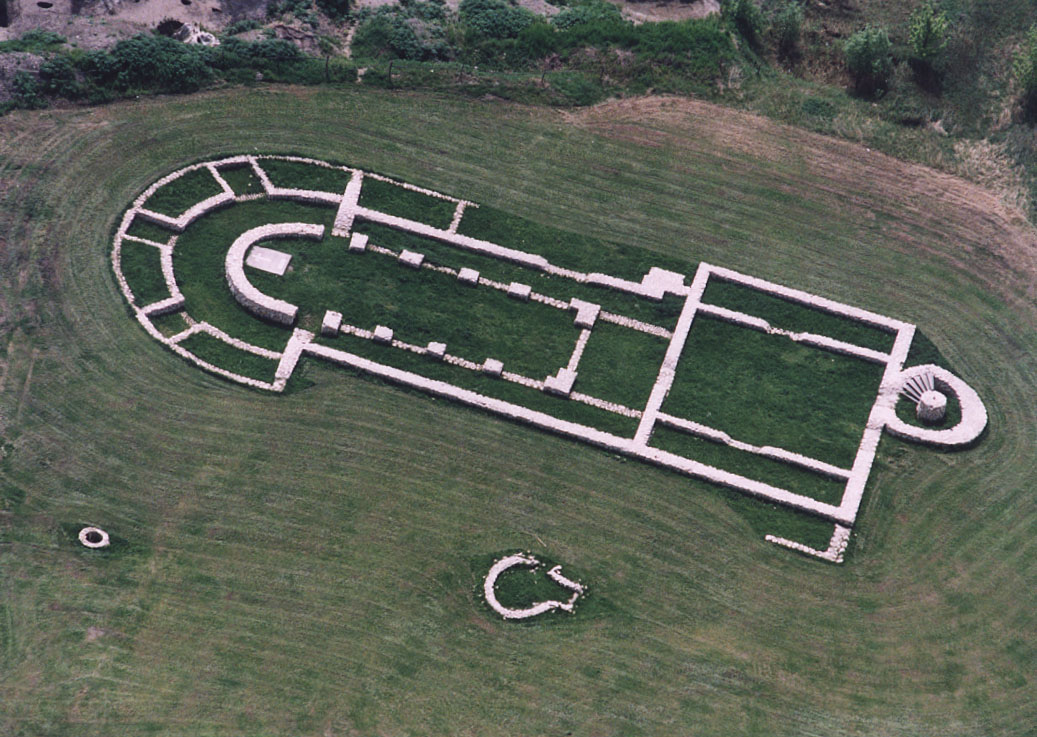
Überreste der romanischen Basilika (Hadriankirche) in Zalavár, 2006

In Quellen des 9. Jahrhunderts wurde Zalavár als Mosapurc bezeichnet. In modernen Quellen wird es auch als Moosburg (deutsch) oder Blatnohrad (slowakisch), Blatnograd (kroatisch) oder Блатноград (bulgarisch) bezeichnet.

### Hauptstadt des Plattensee-Fürstentums
Im 9. Jahrhundert war Moosburg die befestigte Hauptstadt des fränkischen Pannonischen Fürstentums und Sitz des Fürsten. Das Herrschaftszentrum wurde auf einer Insel inmitten eines Wald- und Sumpfgebietes am Fluss Zala um 840 von Fürst Pribina als Festung neu errichtet und besiedelt. Hier wurde vom Salzburger Erzbischof aus ein, direkt dem Bischof unterstehendes, Missionszentrum geschaffen. Die ständige Bevölkerung der Hauptstadt bestand aus Adel, Mönchen, Kriegern und Dienstvolk. Zu Beginn hatte Moosburg noch dörflichen Charakter, ab 850 nahm es bereits städtische Züge an. Die Bewohner der Burg lebten in oberirdischen, unterteilten Balkenhäusern, die für die Zeit relativ groß waren. In unmittelbarer Nähe der Häuser befanden sich Brunnen, Öfen, Arbeits- und Vorratsgruben. Das östlichste Drittel der Burginsel, wo Häuser von Handwerkern, Kaufleuten der Adelshöfe der wichtigsten Vertrauten des Hofes standen, ist noch am wenigsten erforscht.
Die gesamte L-förmige Burginsel war durch einen äußeren Burgwall befestigt, der aus einem, zwischen zwei parallelen Pfostenreihen laufenden, mit Flechtwerk gestampften Erdwall bestand. Der befestigte Adelshof der Fürsten stand im südlichen Drittel der Insel. Der Adelshof war vom Rest der Insel durch einen 12 Meter breiten und 2,5 Meter tiefen Befestigungsgraben und Palisaden getrennt. Innerhalb dieses Bereiches stand die Marienkirche für den Gemeindegottesdienst.
Außerhalb des Adelshofes stand ein Palastgebäude mit mehreren Nebengebäuden und einem Brunnen. Dabei könnte es sich um die „Mosaburg“ handeln, die als Pfalz des späteren Königs Arnolf von Kärnten in verschiedenen mittelalterlichen Quellen bezeugt ist. Um diesen Palast befanden sich zwei weitere Kirchen. Die Kirche Johannes des Täufers, ein Baptisterium aus Holz aus den frühen 840er Jahren, wurde im letzten Drittel des 9. Jahrhunderts geschleift und auf ihrem westlichen Teil eine Werkstatt für Geweihverarbeitung errichtet. Ebenfalls außerhalb des Adelshofes ließ Erzbischof Liupram die dreischiffige Hadrianskirche als Wallfahrtskirche errichten, die von einer Palisadenmauer umgrenzt war und in der der Märtyrer Hadrian bestattet lag. Deren Palisadenumgrenzung war etwa genauso groß wie das fürstliche Areal. Am Westende der Kirche standen ein Mönchskloster und ein runder Glockenturm mit der größten Glocke der Karolingerzeit. Die Glocke wurde direkt neben der Kirche gegossen. Auch das in Silbergelb und Kupferrot mit Heiligenfiguren bemalte Glas der Kirchenfenster wurde direkt vor Ort hergestellt. Die Hadrianskirche wurde gelegentlich auch als „Thron- und Erscheinungskirche“ des Bischofs benutzt. In der Hadrianskirche wurden Firmungen vollzogen, die Priesterweihe erteilt und kirchliche Befehle und Rechtssprüche verkündet.

### Zentrum der christlichen Mission
Moosburg war das Zentrum der Christianisierung Unterpannoniens im 9. Jahrhundert. Unter Fürst Kocels Regentschaft weilte der Salzburger Erzbischof Adalwin von Weihnachten 864 bis ins Frühjahr 865 sowie von Sommer bis Herbst 865 in Moosburg. In dieser Zeit weihte der Metropolit elf neue Kirchen im Pannonischen Fürstentum. Später spielte Kocel eine wichtige Rolle bei der, vom byzantinischen Kaiser Michael III. betriebenen, Mission von Kyrill und Method und kam damit in Konflikt mit dem Salzburger Bischof. Kocel ging es dabei um eine eigenständige, direkt dem Papst unterstellte Kirchenorganisation und damit auch um eine größere Unabhängigkeit von Salzburg und dem Ostfrankenreich. Im Sommer 867 beherbergte er die beiden Slawenmissionare während ihrer Durchreise nach Rom in Moosburg. Sie sollen damals in Moosburg bis zu 50 Schüler ausgebildet haben. Kocel unterstützte und verbreitete danach die altkirchenslawische Liturgie in seinem Herrschaftsbereich.
Ab 869 wirkte Method von Saloniki als päpstlicher Legat am Hofe Kocels. Im Winter 869/870 erreichte Kocel bei Papst Hadrian II. die Ernennung Methods zum Erzbischof von Pannonien und Großmähren mit Sitz in Sirmium. Der eigentliche Bischofssitz war damals allerdings Moosburg. Sirmium lag im Machtbereich der Bulgaren und diente nur der Demonstration der päpstlichen Ansprüche. 870 wurde Method durch eine Bairische Bischofssynode verurteilt und verbrachte anschließend drei Jahre in Klosterhaft. Unterdessen nahmen die Salzburger Missionare ihre Missionsarbeit in Moosburg wieder auf. 873/874 kehrte Bischof Method wieder an den Hof Kocels zurück. Nach dem Tod Kocels musste Method dem Druck seiner Gegner weichen. Er ging daraufhin zu Fürst Sventopluk nach Großmähren, wo er bis zu seinem Lebensende wirkte.

### Nach 900
Im Jahre 907 wurde der bairische Heerbann von den Magyaren vernichtend geschlagen. Zumeist wird Pressburg als Ort dieses Ereignisses angegeben (Schlacht von Pressburg). Es gibt aber auch Wissenschaftler, die unter Berücksichtigung der topographischen, militärhistorischen und taktischen Gegebenheiten diese Schlacht bei Mosapurc (Zalavár) lokalisieren. In der Frühzeit der Magyaren hat Heerführer Bulcsú über diese Gegend geherrscht. Im 11. Jahrhundert wurde die Burg reaktiviert und in das ungarische Verteidigungssystem Gyepű mit einbezogen. Nördlich der einstigen Eigenkirche Pribinas, die 1019 neu eingeweiht wurde, entstand eine Festung als erstes Zentrum der Gespanschaft des Komitates Zala. Ende des 11. Jahrhunderts wurden Kloster und Kirche umgebaut sowie eine neue Kirche errichtet (heute Kapelle Stephans des Heiligen).
Palatin Thomas III. Nádasdy erweiterte die seit Mitte des 15. Jahrhunderts bestehende Befestigung des Klosters. Die Mönche verließen das Kloster im Jahre 1575. Das Kloster wurde daraufhin eine ungarische Grenzburg, die im Zuge der fortwährenden Grenzkämpfe mit den Türken zerstört wurde, bis die Anlage schließlich auf Befehl des ungarischen Königs Leopold I. gesprengt wurde. Die Abtei Zalavár wurde 1715 dem Stift Göttweig als Filialabtei übergeben. Der Orden errichtete in Zalaapáti ein neues Kloster.
Im Jahr 1913 gab es in der damaligen Großgemeinde 273 Häuser und 1506 Einwohner auf einer Fläche von 5260 Katastraljochen. Sie gehörte zu dieser Zeit zum Bezirk Keszthely im Komitat Zala.

## Sehenswürdigkeiten
- Cirill-und-Metód-Denkmal, erschaffen 1985 von Frigyes Janzer
- Cirill-und-Metód-Denkmal, erschaffen 2013 von Ľudmila Cvengrošová
- Cirill-und-Metód-Gedenkstätte
- Gedenkpark Zalavár[2]
- Römisch-katholische Kirche Szentolvasó királynéja,  erbaut 1922–1923
- Standbilder Szent Ferenc und Szent Borbála neben der Kirche und Szent Vendel und Szent Flórián aus dem 19. Jahrhundert
- Szentháromság-Säule, erschaffen von Dávid Raffay
- Weltkriegsdenkmal

## Verkehr
Durch Zalavár verläuft die Landstraße Nr. 7512. Es bestehen Busverbindungen über Zalakaros nach Nagykanizsa sowie über Sármellék, Alsópáhok und Hévíz nach Keszthely, wo sich der nächstgelegene Bahnhof befindet.